# Сисоват Сирик Матак
Сисоват Сирик Матак (кхмер. ស៊ីសុវត្ថិ សិរីមតៈ; 22 января 1914, Пномпень — 21 апреля 1975, Пномпень) — камбоджийский военный и политический деятель, с 11 марта 1971 по 18 марта 1972 года — премьер-министр Камбоджи (Кхмерской Республики), начальник штаба Кхмерских Национальных Вооружённых сил (ФАНК), генеральный секретарь Республиканской партии Камбоджи (1972—1975). Ранее занимал должности посла Камбоджи в КНР (1962—1970), заместителя премьер-министра Камбоджи (1969—1971). Наряду с генералом Лон Нолом в 1970 году стал одним из главных организаторов государственного переворота в Камбодже, в ходе которого был свергнут его двоюродный брат — принц Нородом Сианук.

## Биография
Сисоват Сирик Матак родился 22 января 1914 года в Пномпене (Камбоджа). Принадлежал к династии Сисоват, его прадедом был Сисоват I. В 1930 году поступил на службу к колониальным властям Камбоджи. Согласно навязанной французами конституции, новым королём Камбоджи мог стать любой член династий Нородом или Сисоват. После смерти Сисовата Монивонга в 1941 году французские власти назначили королём двоюродного брата Сирик Матака — Нородома Сианука. Они полагали, что Сианук будет более лояльным колониальным властям.

### Семья
Сирик Матак был женат. Его супругой была Нородом Кетхнеари (31 августа 1919 — 21 мая 2011). У четы было шестеро детей:
- Сисоват Чария (род. 1939)
- Сисоват Санта (род. 1940)
- Сисоват Олари (род. 1943)
- Сисоват Личави (23 сентября 1944 — 21 апреля 1975)
- Сисоват Сирират (род. 21 июня 1946)
- Сисоват Каника

## Карьера
После окончания Второй мировой войны Сирик Матак принимает все более активное участие в политической жизни страны. Став членом «Кхмерского обновления» (правой партии генерала Лон Нола), он принял участие в парламентских выборах 1947 года, однако его партия выборы проиграла и не смогла получить в Национальном собрании ни одного места. Премьер-министр страны — принц Нородом Сианук в 1952 году назначил Сирик Матака на пост министра обороны во временном правительстве, созданном после обретения Камбоджей независимости в 1954 году.
Незадолго до парламентских выборов 1955 года партия «Кхмерского обновления» вошла в созданное Сиануком антикоммунистическое движение — Сангкум. Несмотря на то, что в Сангкум вошла большая часть правой оппозиции, Сирик Матак оставался непримиримым противником Нородома Сианука, в основном из-за лояльного отношения последнего к партизанам из Северного Вьетнама, действовавших на границе с Камбоджей. Со своей стороны, Сианук пытался всячески ограничить влияние Сирик Матака, последовательно назначая его послом в КНР, Филиппинах и Японии.

### Переворот 1970 года
Влияние Сирик Матака резко усилилось после назначения Лон Нола на пост премьера в августе 1969 года. Став его заместителем, Сирик Матак взял курс на денационализацию камбоджийской экономики и либерализацию внешней торговли. В частности, был ослаблен госконтроль над банками, выпуском медикаментов и продажей алкоголя. Это были контрмеры, направленные на свертывание результатов от прежней политики Сианука.
В это же время Сирик Матак тайно посещает Ханой. Цель визита — выяснить, возможен ли вывод вьетнамских партизан с территории Камбоджи. Сирик Матак пришел в ярость, когда ему показали документы, подтверждающие связь Сианука с властями Северного Вьетнама. В них говорилось о создании на территории Камбоджи баз для транзита вьетнамских войск, в том числе и морским путём. 12 марта 1970 года, в то время, пока Сианук находился за границей, Сирик Матак объявил о разрыве этих соглашений и выдвинул ультиматум, согласно которому все партизаны Вьетконга обязаны были покинуть страну до 15 марта. Реакции на этот ультиматум со стороны Северного Вьетнама не последовало.
18 марта того же года, при поддержке Лон Нола, Сирик Матак начал подготовку голосования в парламенте, по результатам которого планировалось сместить Сианука с должности главы государства. Поводом для начала стала серия антивьетнамских беспорядков возле здания дипмиссии Северного Вьетнама. Таким образом, Сирик Матак стал одним из главных организаторов государственного переворота в Камбодже. Считается, что именно он в конечном счете убедил Лон Нола сместить Сианука, когда тот находился на пресс-конференции в Париже. Сиануку открыто пригрозили смертной казнью в случае, если тот вернется на родину.
Впоследствии Сианук заявлял, что его двоюродный брат планировал переворот ещё задолго до 1970 года. По его словам, Сирик Матак действовал при поддержке ЦРУ, а его союзником был Сон Нгок Тхань — бывший премьер-министр Камбоджи во время японской оккупации. Свой план Сирик Матак якобы представил Лон Нолу ещё в 1969 году. Это подтвердил и Пром Тхос, один из министров республиканского правительства. По его словам, Сирик Матак предложил Лон Нолу организовать покушение на Сианука, однако тот отверг это предложение, назвав его «безумным преступлением».
С провозглашением республики и отменой монархии в Камбодже, Сирик Матак отказался от своего королевского титула, хотя изначально планировал, что кто-то из его детей и родственников сможет занять трон. Свои надежды он возлагал на своего зятя, которым был Сисоват Дуонгчивин.

### В правительстве Кхмерской Республики
В течение года после переворота Сирик Матак сохранял за собой ведущую роль в республиканском правительстве. Ввиду болезни Лон Нола, он — исполняющий обязанности премьер-министра Камбоджи. За Сирик Матаком закрепился образ настоящего военного — на публике он часто появлялся с тростью и в форме генерал-майора. Лон Нол пользовался поддержкой городских студентов, Сирик Матак завоевал популярность среди прозападно настроенной камбоджийской «элиты», в то время как сельские жители симпатизировали в основном свергнутому Сиануку.

### Падение Пномпеня
В январе 1975 годы лидеры «красных кхмеров» начали стремительное наступление, целью которого было взятие столицы Камбоджи — Пномпеня. В то время, пока город находился в осаде, на февральском конгрессе НЕФК (председателем которого был Кхиеу Сампхан) был объявлен список «семерых предателей» — список лиц для убийства, куда входили высшие должностные лица Кхмерской Республики, в том числе и генерал Лон Нол. Лон Нолу однако удалось спастись — 1 апреля того же года он объявил о своей отставке и бежал на Гавайи.
Вскоре после официальной капитуляции республиканского правительства Сирик Матак попытался спрятаться в отеле Le Phnom, где сотрудники Красного Креста пытались создать безопасную зону. Ему сразу же отказали, как только узнали, что его имя присутствует в списке «семерых предателей». Бизо утверждает, что Сирик Матак, находясь в посольстве Франции, просил предоставить ему политическое убежище. Узнав об этом, полпотовцы потребовали немедленно выдать его, иначе начнется штурм посольства. Бизо вынужден был сообщить Сирик Матаку, что его передадут «красным кхмерам».
Сирик Матак и Лонг Борет с его семьей были казнены 21 апреля на стадионе Сёркль Спортиф (фр. Cercle Sportif) по приказу «Комитета по зачистке врагов», организованного Кой Тхуоном. По одним сведениям, казнь была проведена путём расстрела. По сообщению радио красных кхмеров, «предатели» были обезглавлены. Киссинджер и другие располагают информацией о том, что Сирик Матак получил пулевое ранение в живот и был оставлен без медицинской помощи, умирая в течение трёх дней.

## Цитаты
За несколько дней до падения Пномпеня американский посол в Камбодже, Джон Гантер Дин, предложил Сирик Матаку эвакуироваться из города. Ответное письмо 16 апреля 1975 года оказалось его последним известным текстом:

Ваше превосходительство и друг!
Я думаю, что вы были совершенно искренни, когда в своем письме предложили мне уехать. Я, однако, не могу поступить так малодушно. Что же касается вас – и особенно вашей великой страны, – то я никогда ни на секунду не верил, что вы можете оставить в беде народ, который выбрал свободу. Вы отказались нас защищать, и мы бессильны что-либо сделать в связи с этим. Вы уезжаете, и я желаю вам и вашей стране найти счастье под этим небом. И учтите, что если я умру здесь, в стране, которую люблю, то это не имеет никакого значения, ибо мы все рождены и должны умереть. Я совершил только одну ошибку – верил в вас . 
Пожалуйста, примите, Ваше превосходительство и дорогой друг, мои искренние и дружеские чувства.
С[исоват] Сирик Матак.Оригинальный текст (англ.)Dear Excellency and friend, I thank you very sincerely for your letter and for your offer to transport me towards freedom. I cannot, alas, leave in such a cowardly fashion. As for you and in particular for your great country, I never believed for a moment that you would have this sentiment of abandoning a people which has chosen liberty. You have refused us your protection and we can do nothing about it. You leave us and it is my wish that you and your country will find happiness under the sky. But mark it well that, if I shall die here on the spot and in my country that I love, it is too bad because we are all born and must die one day. I have only committed the mistake of believing in you, the Americans. Please accept, Excellency, my dear friend, my faithful and friendly sentiments. Sirik Matak.— Алексей Орлов. Ирак и Вьетнам: не повторять ошибок. Mignews (17 сентября 2012). Дата обращения: 9 июля 2014.
Впоследствии это письмо было опубликовано в книге Autrefois, Maison Privée. В интервью газете «Нью-Йорк таймс» Сирик Матак так оценивал договоренности с США: 

Проститутке по крайней мере платят. Для нас наши жизни, наша кровь, наша страна закончилась, потому что мы помогли Соединенным Штатам, когда они хотели вывести войска. Так что ваши сыновья и дочери дома, а наши люди оставлены умирать.— Peter Maguire. Facing Death in Cambodia. — New York City: Columbia University Press, 2005. — P. 41. — 280 p. — ISBN 978-0231120524.